# Station Le Pouliguen
Station Pouliguen is een spoorwegstation in de Franse gemeente Le Pouliguen. Het werd in 1879 in gebruik genomen door de Administration des chemins de fer de l'État.